# Tatsuki Fujimoto
Tatsuki Fujimoto (* 10. Oktober 1993 in Nikaho) ist ein japanischer Mangaka und Schöpfer der Mangaserien Chainsaw Man und Fire Punch.
Schon in jungen Jahren begann er, Manga zu zeichnen, inspiriert von Horrorfilmen und anderen Medien. Sein Durchbruch gelang mit Fire Punch (2016–2018), einem düsteren Endzeit-Manga, veröffentlicht in Shōnen Jump+. Seinen weltweiten Erfolg verdankt er Chainsaw Man (2018–2020, zweiter Teil ab 2022), das für seine unkonventionelle Erzählweise, Brutalität und emotionalen Tiefgang steht.

## Werke

### Serien
- Fire Punch (ファイアパンチ). (2016–2018), 8 Bände, Shūeisha
- Chainsaw Man (チェンソーマン), (seit 2018), 19 Bände, Shueisha

### Einzelwerke (Auswahl)
- Tatsuki Fujimoto Before Chainsaw Man (藤本タツキ短編集), 2021
- Rukku Bakku (ルックバック), 2021, veröffentlicht in Shōnen Jump+
- Sayonara Eri (さよなら絵梨), 2022, veröffentlicht in Shōnen Jump+
- Futsū ni Kiitekure (フツーに聞いてくれ), 2022, veröffentlicht in Shōnen Jump+

| Personendaten    | Personendaten       |
| ---------------- | ------------------- |
| NAME             | Fujimoto, Tatsuki   |
| KURZBESCHREIBUNG | japanischer Mangaka |
| GEBURTSDATUM     | 10. Oktober 1993    |
| GEBURTSORT       | Nikaho              |